# Jørgen Henrich Rawert

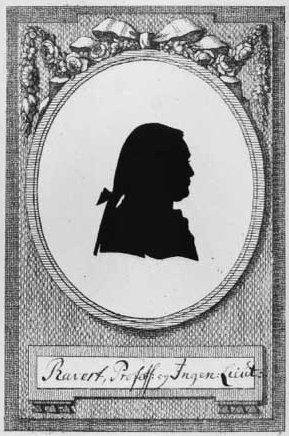
Jørgen Henrich Rawert

Jørgen Henrich Rawert (16 de agosto de 1751 - 14 de julio de 1823) fue un arquitecto danés. Creó el plan maestro para la reconstrucción de Copenhague tras el Gran Incendio de 1795 en calidad de arquitecto municipal y también participó en muchos proyectos de construcción, sobre todo de casas adosadas, en colaboración con Andreas Hallander.

## Primeros años de vida y educación
Nació en Christiania, donde ingresó como cadete en la Escuela Militar y Matemática en 1783. En 1775 se alistó en las tropas de ingenieros de Copenhague y se trasladó a Dinamarca, donde estudió arquitectura con Caspar Frederik Harsdorff en la Real Academia Danesa de Bellas Artes entre 1776 y 1778, obteniendo las medallas de plata pequeña y grande. En 1779 y 1791 compitió sin éxito por la gran medalla de oro, que le habría permitido obtener una beca de viaje.

## Carrera
Fue subteniente de las tropas de ingenieros de 1778 a 1786 y, a partir de 1783, profesor titular. En 1786 regresó a Christiania para ejercer como profesor de matemáticas en la Escuela Militar de Matemáticas. Sus logros como diseñador en Noruega se limitan al púlpito de la iglesia de Skien y a algunas tumbas y monumentos conmemorativos.
En 1790 regresó a Copenhague para asumir el cargo de arquitecto municipal (Stadskonduktør). Fue una figura clave en la reconstrucción de la ciudad tras el Gran Incendio de 1795 y, de nuevo, tras el bombardeo británico de Copenhague en 1807.

## Obras

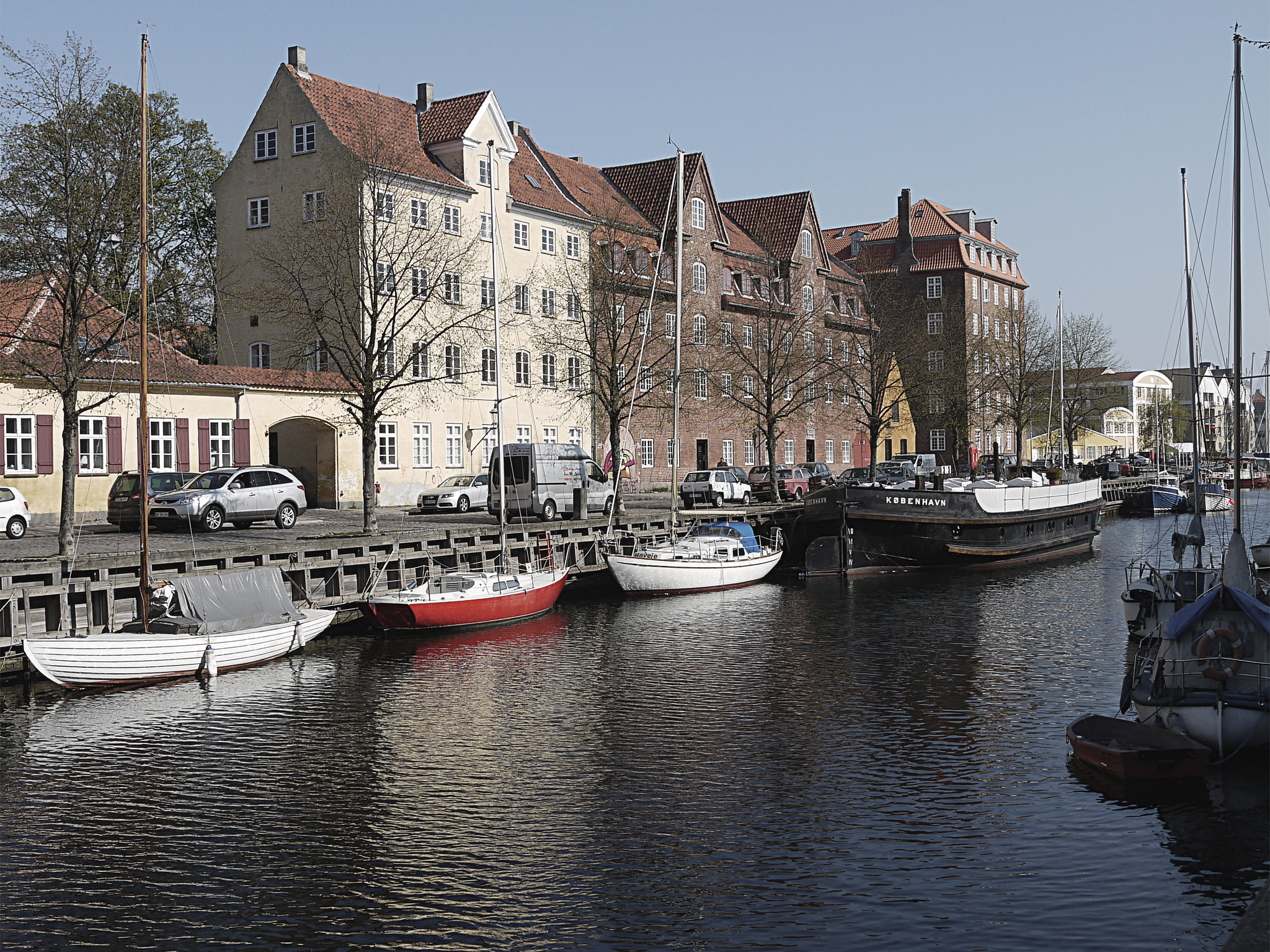
Cuartel de Wildersgade

Entre las obras de Rawer en Copenhague figuran varias casas adosadas en Kronprinsessegade, dos edificios en Sankt Annæ Plads, un edificio en Ved Stranden y el Cuartel de Wildersgade: 
- Kronprinsessegade 20 (1805-1806, con Andreas Hallander)
- Kronprinsessegade 26 (1805-1806)
- Kronprinsessegade 28 (1805-1806)
- Kronprinsessegade 30 (1806-1807)
- Kronprinsessegade 46 -46a-e (1805-07 - sm Andreas Hallander)
- Plads de Sankt Annae 5 (1796)
- Plaza de San Antonio 11 (1801)
- Ved Stranden 18 (1796, atribución)
- Wildersgade 60a-e-62 / Bådsmandsstræde 6 / Overgaden Neden Vandet 49a-c-51a-b (1802 - sm Andreas Hallander) - Wildersgade Kaserne